# Mark Pellegrino
Pour les articles homonymes, voir Pellegrino.
Mark Pellegrino est un acteur américain, né le 9 avril 1965 à Los Angeles (Californie).
Il est principalement connu pour ses rôles dans les séries télévisées Lost : Les Disparus, Supernatural, Prison Break, Dexter, Person of Interest, The Tomorrow People, Quantico, 13 Reasons Why, Mentalist ou encore Ghost Whisperer.

## Biographie

### Carrière
Il est connu pour son rôle de Paul Bennett dans les deux premières saisons de la série télévisée Dexter, du mystérieux Jacob dans la cinquième et sixième saison de la série Lost : Les Disparus.
En 2009, il a été choisi pour interpréter le rôle de Lucifer dans la série Supernatural aux côtés des frères Sam et Dean Winchester interprété par Jared Padalecki et Jensen Ackles. La série s'arrête en 2020 avec la saison 15 et 327 épisodes.

## Filmographie

### Cinéma

#### Longs métrages
- 1987 : Beauté fatale (Fatal Beauty) de Tom Holland : Frankenstein
- 1987 : Le justicier braque les dealers (Death Wish 4: The Crackdown) de J. Lee Thompson : un punk
- 1989 : Cadence de combat (No Holds Barred) de Thomas J. Wright : Randy
- 1989 : Zombie Academy de David Acomba : Allen Patumbo
- 1990 : Prayer of the Rollerboys de Rick King : Bango
- 1991 : Blood and Concrete de Jeffrey Reiner : Bart
- 1991 : Inside Out (segment de Doubletalk) : Jack
- 1992 : L'Arme fatale 3 (Lethal Weapon 3) de Richard Donner : Billy Phelps
- 1992 : Mission of Justice de Steve Barnett : The Gauntlet
- 1993 : Une belle emmerdeuse ( Trouble Bound) de Jeffrey Reiner : le député Roy
- 1993 : Midnight Witness de Peter Foldy : Patterson
- 1993 : Bank Robber de Nick Mead : le motard policier
- 1994 : F.T.W. de Frank T. Wells : le député Sommers
- 1996 : For Life or Death de Steven Kaman : ?
- 1997 : L'Évasion (Macon County Jail) de Victoria Muspratt : Dan Oldum
- 1997 : The Temple of Phenomenal Things de  Brennan Howard : Dodd
- 1997 : Soul of the Avenger de Steven Kaman : ?
- 1997 : Le Monde perdu : Jurassic Park (The Lost World: Jurassic Park) de Steven Spielberg : un touriste
- 1997 : Movies Kill de Tom Lazarus : ?
- 1998 : The Big Lebowski de Joel Coen : un des hommes de main de Jackie Treehorn
- 1998 : A Murder of Crows de Rowdy Herrington : le professeur Arthur Corvus
- 1999 : Honest Injun de Matt Casado : rôle inconnu
- 1999 : Clubland de Mary Lambert : Lipton T
- 1999 : Word of Mouth de Tom Lazarus : Darrow
- 2000 : Qui a tué Mona ? (Drowning Mona) de Nick Gomez : Murph Calzone
- 2000 : Lost in the Pershing Point Hotel de Julia Jay Pierrepont III : Tripper
- 2000 : Certain Guys de Stephen James : Cal
- 2000 : Something Else de Tracy Aziz : Julian
- 2001 : Monsters de Gareth Edwards : Sally Spinelli
- 2001 : Trop, c'est trop ! (Say It Isn't So) de James B. Rogers : Jimmy Mitchelson
- 2001 : Mulholland Drive de David Lynch : Joe Messing
- 2001 : Fault Lines de Michael Beubis : rôle inconnu
- 2002 : Treading Water de Lauren Himmel : l'acteur
- 2002 : Ronnie de Christopher Haifley : Keith Schwann
- 2003 : Traqué (The Hunted) de William Friedkin : Dale Hewitt
- 2003 : Moving Alan de Christopher Shelton : Alan Kennard
- 2004 : Spartan de David Mamet : le prisonnier
- 2004 : Instincts meurtriers (Twisted) de Philip Kaufman : Jimmy Schmidt
- 2004 : Benjamin Gates et le Trésor des Templiers (National Treasure) de Jon Turteltaub : l'agent Johnson
- 2005 : Ellie Parker de Scott Coffey : Justin
- 2005 : Truman Capote (Capote) de Bennett Miller : Dick Hickock
- 2006 : Caffeine de John Cosgrove : Tom
- 2007 : Le Nombre 23 (The Number 23) de Joel Schumacher : Kyle Flinch
- 2008 : La Patriote (An American Affair) de William Olsson : Graham Caswell
- 2008 : The Coverup de Brian Jun : Ron Pebble
- 2009 : 2:13 de Charles Adelman : John Tyler
- 2009 : Disappearing in America d'Erik Rodgers : le garde du corps
- 2011 : Joint Body de Brian Jun : Nick Burke
- 2011 : Bad Meat de Lulu Jarmen : Doug Kendrew
- 2011 : Post : Mark
- 2013 : Bad Turn Worse (We Gotta Get Out of This Place) : Giff
- 2013 : Mensonges et Faux Semblants (The Trials of Cate McCall) de Karen Moncrieff : l'inspecteur Welch
- 2017 : Strangers in a Strange Land de Tracy Pellegrino : l'homme grungy
- 2018 : Opération Beyrouth (Beirut) de Brad Anderson : Cal Riley
- 2024 : Le Flic de Beverly Hills : Axel F. (Beverly Hills Cop: Axel F) de Mark Molloy : Beck

#### Courts métrages
- 1996 : Dick Richards de Brennan Howard : le jouet du garçon
- 1996 : Little Surprises : Jack
- 2001 : Ellie Parker : Justin
- 2003 : Zelda : Reginald
- 2008 : The Last Days of Limbo : le cardinal Reynolds
- 2011 : Last Words : le colonel Carter
- 2013 : Game Changer : Bruce

### Télévision

#### Téléfilms
- 1988 : What Price Victory de Kevin Connor
- 1993 : Class of'61 de Gregory Hoblit : Skinner
- 1994 : Knight Rider 2010 : Robert Lee
- 1996 : The Cherokee Kid (en) de Paris Barclay : Frank Bonner
- 1997 : La Route du cauchemar (Born Into Exile) : Walter, le propriétaire du restaurant
- 2002 : Astronauts : Hollywood
- 2004 : NYPD 2069 : Phil Pavelka
- 2007 : Suspect de Guy Ritchie : Jack Lambroso
- 2011 : Locke and Key (en) : Rendell Locke
- 2012 : Hemingway and Gellhorn : Max Eastman

#### Séries télévisées
- 1987 : La Loi de Los Angeles : un punk (saison 2, épisode 2)
- 1989 : Docteur Doogie : Dude (saison 1, épisode 9)
- 1990 : Rick Hunter : John Reynolds (saison 6, épisode 10)
- 1990 : Les Contes de la crypte : un punk (saison 2, épisode 2)
- 1992 : Bienvenue en Alaska : Rolf Hauser (saison 4, épisode 3)
- 1992 : Les Trois As (The Hat Squad) : D. W. Strong (saison 1, épisode 4)
- 1993 : L'As de la crime : Joe Edward Lund (saison 2, épisode 18)
- 1994 : Viper : Yuri (saison 1, épisode 1)
- 1995 : Deadly Games : Ross Logan (saison 1, épisode 8)
- 1996 : Urgences : Nathan Conley (saison 2, épisode 14)
- 1996 : Nash Bridges : Ferguson (saison 1, épisode 1)
- 1996 : The Sentinel : Ray Weston (saison 2, épisode 2)
- 1997 / 1998 / 2002 : New York Police Blues : Fran Watkins (saison 5, épisode 6) / Stanley Struel (saison 6, épisode 4) / Steve Dansick (saison 9, épisodes 22 et 23)
- 1998 : Le Damné : Robert Busch (saison 1, épisode 8)
- 1999 : X-Files : Aux frontières du réel : Derwood Spinks (saison 7, épisode 3 : Appétit monstre)
- 2001 : The Beast : Bobby James / Robert Tibideau (saison 1, épisodes 1, 2 et 3)
- 2001 : Voleurs de charme : Bill (saison 1, épisode 5)
- 2002 : Preuve à l'appui : Keith Walk (saison 1, épisode 16)
- 2003 : The Practice : Bobby Donnell et Associés : Herrick Smoltz (saison 7, épisode 13)
- 2003 / 2011 : Les Experts : Miami : Jed Gold (saison 2, épisode 6) / Greg Calomar (saison 9, épisode 18)
- 2005 : Les Experts : Elliot Perolta (saison 6, épisode 5)
- 2006 : The Unit : Commando d'élite : Gary Soto (saison 1, épisode 11)
- 2006 : FBI : Portés disparus : Sadik Marku (saison 4, épisode 22 et saison 5, épisode 5)
- 2006-2007 : Dexter : Paul Bennett (saison 1, épisodes 6, 7, 8, 9, 10, 11 et 12 et saison 2, épisode 1)
- 2007 : Burn Notice : Quentin King (saison 1, épisode 3)
- 2007 : Grey's Anatomy : Chris (saison 4, épisode 1)
- 2007 : Women's Murder Club : Sam Johannes (saison 1, épisode 5)
- 2007 : K-Ville : Quentin (saison 1, épisode 6)
- 2008 : Le Retour de K 2000 : Walt Cooperton (saison 1, épisode 5)
- 2008 / 2012 : Chuck : Edgar, agent du Fulcrum (saison 2, épisode 7 / saison 5, épisode 13)
- 2008 : Numb3rs : Tim Hamer (saison 5, épisode 8)
- 2008 : Prison Break : Patrick Vikan (saison 4, épisodes 13 et 14)
- 2008 : Esprits criminels : le lieutenant Evans (saison 4, épisode 10)
- 2009 : Fear Itself : M. Drake (saison 1, épisode 11)
- 2009 : Ghost Whisperer : Ben Tillman (saison 4, épisode 18)
- 2009 : Les Experts : Bruno Curtis (saison 9, épisode 24)
- 2009 : The Philanthropist : Walter Kerabatsos (saison 1, épisode 6)
- 2009 : Mentalist : Vaughn McBride (saison 2, épisode 4)
- 2009 / 2011 / 2016-2020 : Supernatural : Nick / Lucifer (38 épisodes)
- 2009-2010 : Lost : Les Disparus : Jacob (8 épisodes - saisons 5 et 6)
- 2011-2014 : Being Human : Bishop (15 épisodes)
- 2011 : The Closer : L.A. enquêtes prioritaires : Gavin Q. Baker (6 épisodes)
- 2012 : Castle : Tom Dempsey (saison 4, épisode 14)
- 2012 : Grimm : Jarold Kempfer (saison 2, épisode 3)
- 2012 : Person of Interest : Daniel Drake (saison 2, épisode 8)
- 2012-2013 : Revolution : le capitaine Jeremy Baker (4 épisodes)
- 2013-2014 : The Tomorrow People : Dr Jedikiah Price (22 épisodes)
- 2015 : Chicago Police Department : agent Jim Anderoff (saison 2, épisode 12)
- 2015 : The Returned : Jack Winship (10 épisodes)
- 2015 : The Hillywood Show : le danceur (mini-série, épisode 20 : Supernatural Parody)
- 2015-2016 : Quantico : Clayton Haas (11 épisodes)
- 2017-2020 : 13 Reasons Why : le shérif-adjoint Bill Standall (27 épisodes)
- 2023 : Class of '09 : Mark Tupirik

## Distinctions
- Teen Choice Awards 2017 : meilleur vilain dans une série télévisée pour Supernatural

## Voix francophones
En France, Guillaume Lebon et Nicolas Lormeau, sont les voix françaises les plus régulières de Mark Pellegrino. David Krüger,, l'a egalement doublé à trois reprises.